# ТЕС Мусандам
ТЕС Мусандам – теплова електростанція в Омані, розташована на півострові Мусандам у ексклаві, відділеному від основної території країни Об’єднаними Арабськими Еміратами.
У 2017-му став до ладу газопереробний завод Мусандам, котрий почав приймати попутний газ із офшорного нафтового родовища Вест-Букха (було введене в дію ще у 2009 році з подачею продукції до розташованого на території ОАЕ заводу Хор-Хвайр). Після вилучення конденсату та пропан-бутанової фракції товарний газ спрямовується на введену одночасно з ГПЗ електростанцію, де встановили 15 генераторних установок з двигунами внутрішнього згоряння Wartsila 34DF загальною потужністю 120 МВт. Враховуючи місцеві кліматичні умови, вони працюватимуть при температурах до 50 градусів та високій вологості. У разі перебоїв з поставками газу установки можуть використовувати нафтопродукти.
Видача електроенергії відбувається через ЛЕП, розраховану на роботу під напругою 132 кВ.
Проект реалізували через Musandam Power Company, яка належить Oman Oil Company (70%) та LG International Corp (30%).